# Comuna Volcineț, Adâncata
Volcineț (în ucraineană Старий Вовчинець, transliterat: Starîi Vovciîneț) este o comună în raionul Adâncata, regiunea Cernăuți, Ucraina, formată din satele Fântâna Albă și Volcineț (reședința).

## Demografie
Componența lingvistică a comunei Volcineț
     Ucraineană (90,94%)
     Rusă (6,34%)
     Română (2,58%)
     Alte limbi (0,05%)
Conform recensământului din 2001, majoritatea populației comunei Volcineț era vorbitoare de ucraineană (90,94%), existând în minoritate și vorbitori de rusă (6,34%) și română (2,58%).